# 케플러-438
케플러-438은 라이라 별자리에 있는 항성 중에 하나이다. 적색왜성에 속하는 항성 중에 하나이다.

## 특징
케플러-438은 적색왜성인 항성 중에 하나인 항성이다. 이 시스템에는 하나의 확인된 행성이 있지만 케플러-438b의 트랜짓 타이밍 관측은 추가적인 행성의 존재 가능성을 나타낸다. 거느리고 있는 행성 중에 하나인 케플러-438b는 태양계의 행성 중에 하나인 지구와 매우 유사한 행성으로 제2의 지구란 이름을 가지고 있다. 다만 케플러-438은 적색왜성이라는 특성이 있기 때문에 해로운 방사선인 플레어를 자신의 행성인 케플러-438b에 방출하여 케플러-438b에 큰 악영향을 주는 관계가 있다. 다만 케플러-438b가 지구와 같이 강력한 자기장과 대기를 가지고 있다면 골디락스 존에 위치해 있는 케플러-438b는 지구와 같이 액체의 상태로 있는 물과 단단한 암석으로 이뤄진 지각에 산을 가지고 있기 때문에 외계생명체가 존재할 가능성이 클 것으로 보인다. 지구로부터는 약 640광년 떨어진 곳에 위치하고 있으며 적색왜성인만큼 태양에 비해선 온도가 낮고 크기도 작다. 자신의 행성인 케플러-438b와 함께 2015년에 함께 발견된 항성이다.

## 같이 보기
- 천문학
- 적색왜성
- 주계열성
- 항성